# Makouchino
Ne doit pas être confondu avec Makochino.
Makouchino (en russe : Макушино) est une ville de l'oblast de Kourgan, en Russie, et le centre administratif du raïon de Makouchino. Sa population s'élevait à 7 896 habitants en 2015.

## Géographie
Makouchino est située à 124 km au sud-est de Kourgan et à 1 857 km à l'est de Moscou.

## Histoire
L'origine de Makouchino remonte au XVIIe siècle, mais la création d'une gare ferroviaire en 1896 marque sa fondation officielle. Makouchino accéda au statut de commune urbaine en 1944, puis à celui de ville en 1963.

## Population
Recensements (*) ou estimations de la population
| 1939* | 1959*  | 1970*  | 1979*  | 1989*  | 2002* |
| ----- | ------ | ------ | ------ | ------ | ----- |
| 8 700 | 13 731 | 12 852 | 13 174 | 10 535 | 9 942 |

| 2010* | 2012  | 2013  | 2014  | 2015  | 2016 |
| ----- | ----- | ----- | ----- | ----- | ---- |
| 8 338 | 8 229 | 8 161 | 7 984 | 7 896 | -    |